# Lukas Loules
Lukas Loules (* 23. Dezember 1972 in Hamburg als Lukas Hilbert) ist ein deutscher Komponist, Texter, Musikproduzent und Sänger. Er ist mit der Sängerin Tryna Loules verheiratet und hat ihren Namen angenommen. Die beiden leben in Los Angeles.

## Werdegang
Seine Karriere begann Hilbert bereits als 12-Jähriger, als ihn sein Bruder Kieran (Gitarre und Gesang) mit dem Schlagzeuger Maik Buchwald zur Gründung der Band „The Future“ bewegte. 1985 gewann Future das NDR-Hörfest und erhielt in Hannover einen ersten Schallplattenvertrag. Der 2015 gestorbene Klaus-Lage-Gitarrist Rolf „Rocco“ Klein produzierte 1986 im Kölner Dierksstudio mit Future die erste Single Isabell. Lukas Hilbert tourte mit Future unter dem Management seines Vaters Erwin Hilbert durch ganz Deutschland, bis Udo Lindenberg die Brüder Hilbert in sein Panikorchester holte und Erwin Hilbert Lindenbergs Sekretär wurde. Zeitgleich gründete Lukas Hilbert mit seinem Bruder Kieran die Hardrockband „Hauden & Lukas“ und wurde von Lindenberg als „Deutschlands jüngster Rocker“ und „unehelicher Sohn Lindenbergs“ vermarktet. Zusammen mit Lindenberg begann er auch, Songs zu schreiben. 1991 entstand in gemeinsamer Arbeit mit seinem Bruder das Lindenberg-Album Ich will Dich haben, für das dieser eine Goldene Schallplatte erhielt. Es folgten zwei Soloalben von Hilbert, die sich aber nur wenig verkauften.
Für Blümchen schrieb Hilbert 1996 Boomerang und weitere Titel. Ebenfalls 1996 gründete er in Hamburg die Band „Roh“. Mit dem dritten und letzten Album der Band, ROHmantisch, stellte sich Anfang 2000 auch der kommerzielle Erfolg ein. Nach einer gemeinsamen Single mit Peter Maffay löste sich die Band auf. Von 1996 bis 1997 wirkte er bei der Magic Peter Ehrlich Show mit. Seither entstanden zahlreiche weitere Songs, unter anderem für Nena und Vicky Leandros. 2003 produzierte er für Oli.P dessen Singles Neugeboren und Alles ändert sich, auf der Hilbert auch selbst mitsang, wobei letzterer der Titelsong der vierten Big Brother-Staffel wurde. Im selben Jahr zeigte er sich verantwortlich für die Hits der Big Brother-Kandidaten Ulf und Hella, sowie der „Big Brother Allstars“, die alle die Top-10 erreichten. Schließlich landete er im Mai 2003 als Texter der von Dieter Bohlen für Yvonne Catterfeld produzierten Single Für dich erstmals auf Platz 1 der deutschen Singlecharts.
2004 unternahm Hilbert einen zweiten Anlauf, um eine Solokarriere als Sänger zu starten. Seine erste Single Was ich an Dir mag erreichte im Dezember 2004 Platz 3 der deutschen Singlecharts. Zur Promotion seiner Karriere nahm Hilbert als Jurymitglied an der Castingshow Popstars des Privatsenders ProSieben teil. Er war auch einer der Produzenten der Gewinnerband Nu Pagadi, die mit ihrem Debütsong Sweetest Poison auf Platz eins der deutschen Singlecharts einstieg, sich kurze Zeit später jedoch auflöste. Hilbert textete und produzierte für Peter Maffay das Album Laut & leise und hatte im Februar 2005 drei Alben in den Charts. Am 10. Januar 2005 veröffentlichte Lukas Hilbert sein Solo-Album mit dem Titel Der König bin ich, das auf Platz 21 der Albumcharts einstieg. Mit seiner Single Kommt meine Liebe nicht bei dir an trat der Sänger am von Stefan Raab organisierten Bundesvision Song Contest unter heftigen „Buh“-Rufen für das Bundesland Bremen an und belegte mit 31 Punkten den elften Platz. In den Verkaufscharts war es jedoch der dritterfolgreichste Titel des Wettbewerbs.
Ende 2006 schrieb er den Top-10-Hit Erinner mich, dich zu vergessen für die Sängerin Yvonne Catterfeld. Die Single Ganze Welt erschien am 3. November 2006 – ein Duett mit seiner Lebensgefährtin Katerina Loules, genannt Tryna, die er durch Popstars kennengelernt hatte. Loules war eine der Kandidatinnen. Im Dezember 2006 sang er zusammen mit Peter Maffay, Udo Jürgens, José Carreras und Piero Masuchett den Eröffnungssong der José-Carreras-Gala 2006 In Dir ist immer noch ein Licht, den er auch getextet und komponiert hat. Weiterhin nahm er an Stefan Raabs TV total Parallelslalom in St. Anton am Arlberg teil. Am 3. Mai 2007 trat Lukas Hilbert bei der Comet-Verleihung in Köln als Laudator auf und übergab den Preis an die Gruppe Silbermond in der Kategorie „Bester Song“ für Das Beste. Lukas Hilbert gehörte in der Karaokeshow shibuya auf VIVA in der zweiten und dritten Staffel bis 2007 zur dortigen Jury. Am 10. Dezember 2007 fand in der Hamburger St.-Katharinen-Kirche die 33. Lausch Lounge statt. Die Künstler reduzierten hier ihren Sound auf Akustik-Versionen und traten auch mal ohne Band auf. Lukas Hilbert nahm hier teil, um von seinem Popstars-Image wegzukommen. 2008 schrieb Lukas Hilbert den Titelsong zu Peter Maffays Album Ewig.
2010 machte Lukas Hilbert den Schritt in englischsprachige Länder und schaffte es im selben Jahr als Komponist und Produzent auf Platz 3 der UK-Charts mit der Girlgroup The Saturdays und seinem Titel Missing You. Der Titel schaffte es außerdem auf Platz eins der UK-Airplay-Charts. Vom Oktober bis Dezember 2010 war Lukas Hilbert neben Volker Neumüller in der Reality-Doku-Soap LAX – Follow „The Black Pony“ auf Viva wieder im TV zu sehen. Hier entstand aus vier Teenies die Pop-Rock-Band The Black Pony. Im Dezember 2010 wurde deren erste Single Boys Are Crazy, welche neben Hilbert von Michael Gerrard, Alexander Kronlund und Charlie Midnight geschrieben und produziert wurde, veröffentlicht und erreichte Platz 69 der deutschen Single-Charts. 2011 produzierte Lukas Hilbert die erfolgreiche asiatische Girlgroup Wonder Girls feat. Akon. Der Titel heißt Like Money und wurde auch von Lukas Hilbert geschrieben. 2012 produzierten Max Martin und Lukas Hilbert zusammen den Carly-Rae-Jepsen-Titel Tonight I’m Getting over You. Der Titel wurde von Lukas Hilbert, Max Martin, Tryna Loules, Shiloh und Clarence Coffee geschrieben. 2012 war Lukas Hilbert Mitschreiber an dem Ke$ha-Song All That Matters (The Beautiful Life) zusammen mit K. Sebert, Max Martin, Shellback, Savan Kotecha und Alexander Kronlund. 2012 produzierte Lukas Hilbert die Chris Brown-Single Nobody’s Perfect. Der Titel wurde von Lukas Hilbert, Showtek, David Jost und Kasia Livingston geschrieben. Co-Produzenten sind Showtek und David Jost.
2014 schrieb und produzierte Lukas Loules zusammen mit Showtek, Sonny Wilson und Magic die David Guetta Single Sun Goes Down.
2016 produzierte Lukas Loules mit anderen 7/27, das zweite Studioalbum der US-amerikanischen Girlgroup Fifth Harmony.
2017 schrieb und produzierte Loules, zusammen mit seinem ChampionsLeak Produktionspartner Choukri, den Tove-Lo-Titel Romantics.
2017 schrieb und produzierte Loules, zusammen mit Alexander Kronlund, Starrah und Chloe Angelides, die Single No I Love You’s (Era Istrefi feat. French Montana)
2017 produzierte und schrieb Lukas Loules zwei Titel auf Vanessa Mais Album Regenbogen, das Platz eins der Albumcharts erreichte.
2017 schrieb Lukas Loules die Texte für sieben Titel und produzierte fünf Titel auf dem Vanessa-Mai-Album Schlager, das ebenso auf Platz eins der Album-Charts stieg.

## Diskografie
Studioalben

| Jahr | Titel             | Höchstplatzierung, Gesamtwochen, AuszeichnungChartplatzierungen (Jahr, Titel, Platzierungen, Wochen, Auszeichnungen, Anmerkungen) | Höchstplatzierung, Gesamtwochen, AuszeichnungChartplatzierungen (Jahr, Titel, Platzierungen, Wochen, Auszeichnungen, Anmerkungen) | Höchstplatzierung, Gesamtwochen, AuszeichnungChartplatzierungen (Jahr, Titel, Platzierungen, Wochen, Auszeichnungen, Anmerkungen) | Höchstplatzierung, Gesamtwochen, AuszeichnungChartplatzierungen (Jahr, Titel, Platzierungen, Wochen, Auszeichnungen, Anmerkungen) | Höchstplatzierung, Gesamtwochen, AuszeichnungChartplatzierungen (Jahr, Titel, Platzierungen, Wochen, Auszeichnungen, Anmerkungen) | Anmerkungen                           |
| Jahr | Titel             | DE | AT | CH | UK | US | Anmerkungen                           |
| ---- | ----------------- | --- | --- | --- | --- | --- | ------------------------------------- |
| 1988 | Kopfhörer         | — | — | — | — | — | Erstveröffentlichung: 1988 mit Hauden |
| 1991 | Lukas             | — | — | — | — | — | Erstveröffentlichung: 1991            |
| 1993 | Simsalabim        | — | — | — | — | — | Erstveröffentlichung: 1993            |
| 2005 | Der König bin ich | DE16 (7 Wo.)DE | AT35 (6 Wo.)AT | — | — | — | Erstveröffentlichung: 10. Januar 2005 |